# GSC4025-1727
GSC4025-1727 — хімічно пекулярна зоря спектрального класу ?, що має видиму зоряну величину в смузі V приблизно 10,2.

## Пекулярний хімічний вміст
Зоряна атмосфера даної зорі має підвищений вміст Si.